# 필라델피아 시청사
필라델피아 시청사(Philadelphia City Hall)는 필라델피아의 시청 건물이다.
1872년 '존 맥아서 주니어'의 설계로 건축을 시작하여 건축을 시작해 1901년에 완공된 이 건물은 철근 콘크리트가 아닌 오로지 벽돌로만 이루어진 건물이다.
총 9층으로 높이는 167m에 약 700개의 방이 있는 거대한 규모의 초고층 빌딩이다. 이 건물을 짓는데 당시에는 천문학적인 액수였던 24백만달러 (현화 약 270억) 정도가 들었다.
프랑스의 Second Empire 양식 (Napoleon III 양식)을 토대로 만들어진 이 건물에는 하얀 시계탑이 있고 시계탑 위에 1m 정도의 윌리엄 펜 동상이 세워져 있다. 내부에는 250여 개의 조각상이 있다.